# Baltasar Patiño, markiz Castelar
Baltasar Patiño, markiz Castelar (ur. 1667 w Mediolanie, zm. 1733 w Paryżu) – hiszpański dyplomata i urzędnik wojskowy. Jego starszym bratem był hiszpański minister José Patiño (1666–1736).
Kształcił się u jezuitów w Rzymie, po czym pracował w administracji hiszpańskiej w Italii.
Podczas wojny o hiszpańską sukcesję popierał Filipa V, którego małżonka Elżbieta Farnese odwdzięczyła się wspierając karierę Patiño. Dzięki temu został wkrótce generalnym intendentem Aragonii.
W latach 1721–1724 i 1725-1730 był hiszpańskim sekretarzem wojny i intendentem generalnym armii. W 1724 roku niechętnym mu minister 
Ripperda doprowadził do jego czasowego zwolnienia. Gdy Ripperda został odwołany (1725), Patiño powrócił do rządu.
Patiño był zwolennikiem łagodnego kursu wobec Wielkiej Brytanii. Posłował do Paryża w 1730 roku, gdzie próbował bezskutecznie obalić ministra Fleury'ego (cały plan był nierealny).
Pochowano go w paryskim kościele karmelitów.